# Powiat St. Johann im Pongau
Powiat St. Johann im Pongau, Powiat Sankt Johann im Pongau (niem. Bezirk St. Johann im Pongau, nazywany również Pongau) – powiat w Austrii, w kraju związkowym Salzburg. Siedziba powiatu znajduje się w mieście St. Johann im Pongau.

## Geografia
Południowa i środkowa część powiatu leży w Alpach Centralnych, w Wysokich i Niskich Taurach. Część północna leży w Północnych Alpach Wapiennych, w grupach Alp Berchtesgadeńskich, Dachstein i Tennengebirge (Alpy Salzburskie).
Powiat St. Johann im Pongau graniczy z następującymi powiatami: na wschodzie Tamsweg, na południu Spittal an der Drau (Karyntia), na zachodzie Zell am See, na północy Hallein, na północnym zachodzie powiat graniczy z Niemcami. Przy granicy państwa znajdują się trzy szczyty powyżej 2300 m n.p.m.

## Historia
Nazwa Pongau (Pongawi) pojawia się po raz pierwszy w użyciu między 750 a 788. Od XIII wieku do 1803 tereny powiatu należały do archidiecezji Salzburga. Na krótki czas obszar trafił we władania Bawarii, by w 1816 powrócić w granice Austrii. Władze kraju związkowego postanowiły w 1848 o powstaniu powiatu, który został założony po dwóch latach. Siedzibą powiatu było do 1867 Werfen a następnie St. Johann im Pongau, które jest miastem powiatowym do dzisiaj.

## Podział administracyjny
Powiat podzielony jest na 25 gmin, w tym trzy gminy miejskie (Stadt), siedem gmin targowych (Marktgemeinde) oraz 15 gmin wiejskich (Gemeinde).
| Miasta 1. Bischofshofen (10658) 2. Radstadt (4947) 3. St. Johann im Pongau (11 452) Gminy targowe 1. Altenmarkt im Pongau (4691) 2. Bad Hofgastein (6775) 3. Großarl (3784) 4. St. Veit im Pongau (3907) 5. Schwarzach im Pongau (3520) 6. Wagrain (3181) 7. Werfen (3089) | Gminy 1. Bad Gastein (3976) 2. Dorfgastein (1726) 3. Eben im Pongau (2622) 4. Filzmoos (1505) 5. Flachau (3050) 6. Forstau (554) 7. Goldegg im Pongau (2647) 8. Hüttau (1497) 9. Hüttschlag (903) 10. Kleinarl (812) 11. Mühlbach am Hochkönig (1400) 12. Pfarrwerfen (2535) 13. St. Martin am Tennengebirge (1784) 14. Untertauern (458) 15. Werfenweng (1099) |

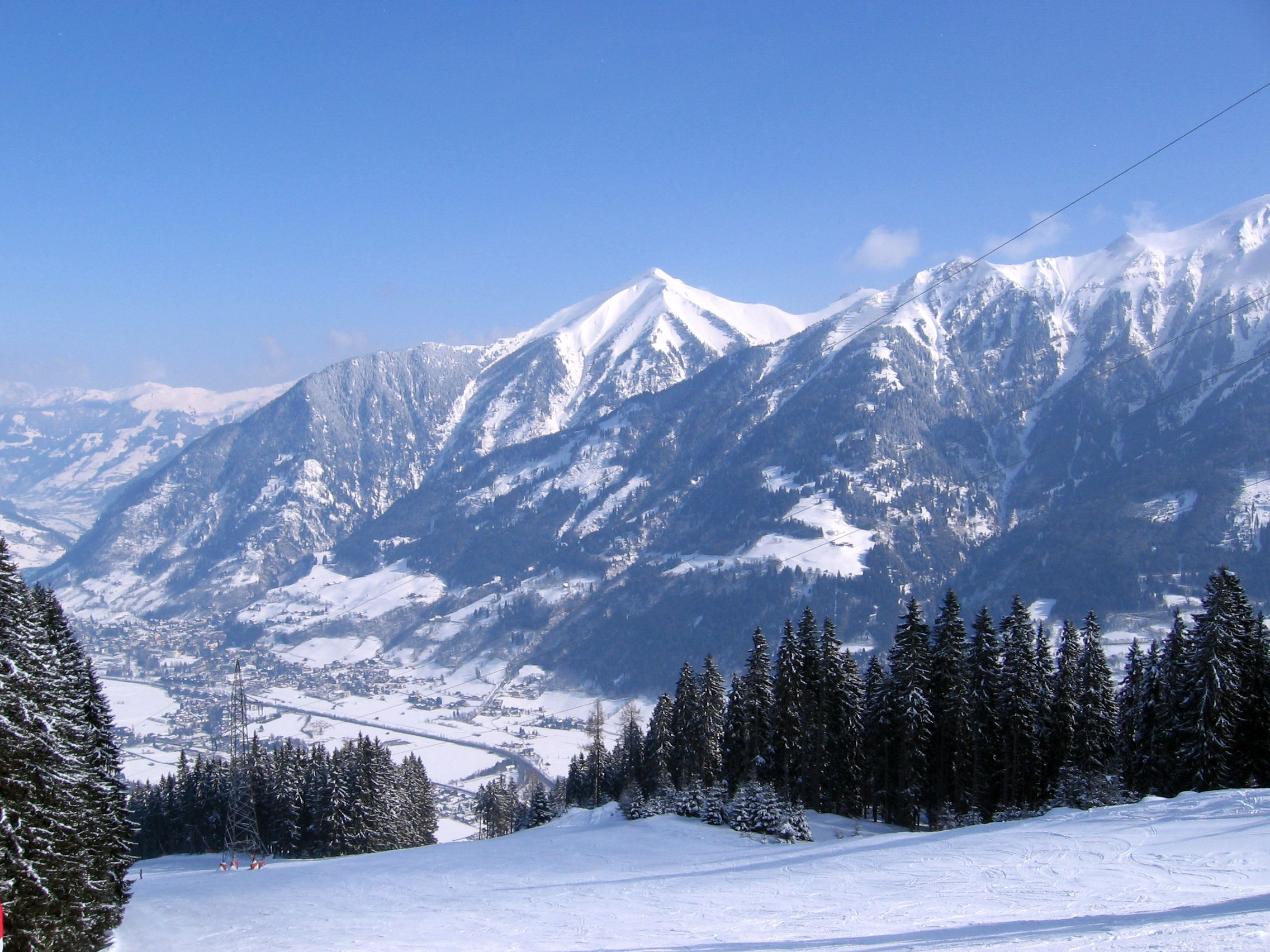
Bad Hofgastein zimą

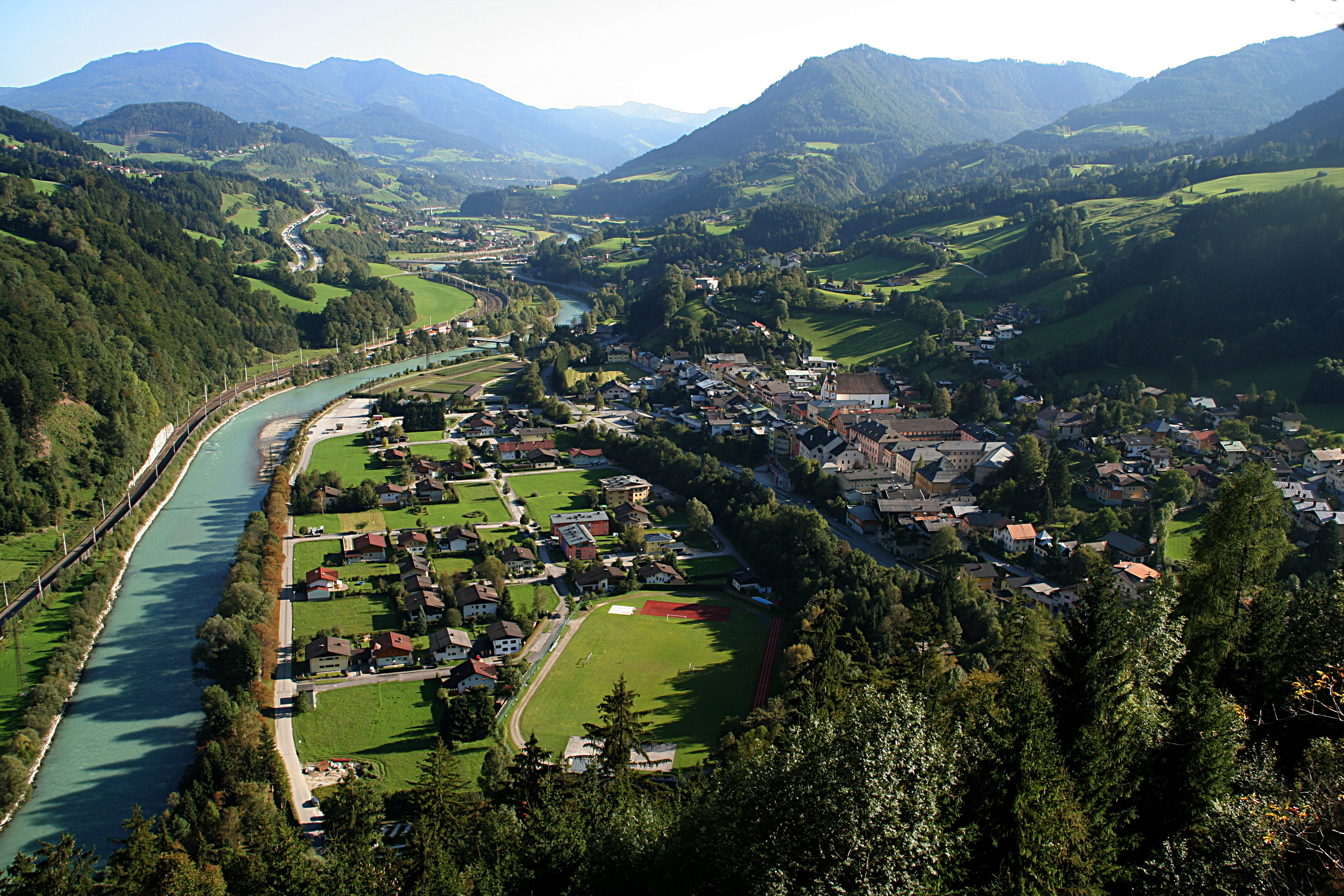
Werfen

| (stan liczby mieszkańców 1 stycznia 2023) | |